# باشگاه فوتبال اسکیلستونا
باشگاه فوتبال اسکیلستونا (سوئدی: AFC Eskilstuna) یک باشگاه فوتبال در شهر اسکیلستونا، سوئد است.
این باشگاه که در سال ۲۰۰۴ تأسیس شده در سال ۲۰۱۶ با قرار گرفتن در جایگاه دوم لیگ دسته اول فوتبال به لیگ برتر فوتبال سوئد صعود کرده است.

## بازیکنان برجسته
- علیرضا حقیقی